# Frank Beswick, Baron Beswick
Frank Beswick, Baron Beswick PC (* 21. August 1911 in Nottingham, Nottinghamshire; † 17. August 1987) war ein britischer Journalist, Wirtschaftsmanager und Politiker der Labour Party-Co-operative Party, der vierzehn Jahre lang Abgeordneter des House of Commons war sowie 1964 als Life Peer aufgrund des Life Peerages Act 1958 Mitglied des House of Lords wurde. Beswick, der zwischen 1977 und 1980 erster Vorstandsvorsitzender des Luftfahrt- und Rüstungskonzerns British Aerospace war, war in der ersten im Fernsehen übertragenen Debatte des House of Lords 1985 der Eröffnungsredner.

## Leben

### Zweiter Weltkrieg und Unterhausabgeordneter
Beswick, Sohn eines Bergmannes, absolvierte seine Schulausbildung in Nottingham sowie am Working Men’s College, eine Einrichtung für Erwachsenenbildung in London. Danach war er als Journalist tätig und begann seine politische Laufbahn in der Kommunalpolitik als er als Vertreter der Labour Party zum Mitglied des London County Council gewählt wurde. Er nahm 1936 am Spanischen Bürgerkrieg auf republikanischer Seite teil und trat als ausgebildeter Pilot während des Zweiten Weltkrieges in die Royal Air Force Volunteer Reserve (RAFVR) ein, die Freiwilligenreserve der Royal Air Force. Dort fand er Verwendung als Sergeant im Transportkommando und wurde in der Folgezeit zunächst im April 1942 zum Leutnant (Pilot Officer) und danach im Oktober 1942 zum Oberleutnant (Flying Officer) befördert, ehe er zuletzt im März 1944 seine Beförderung zum Hauptmann (Flight Lieutenant) erhielt. Auch nach Kriegsende verblieb er Angehöriger der RAFVR und schied 1952 aus dem Reservedienst.
Bei den Unterhauswahlen vom 5. Juli 1945 wurde Beswick für die Labour Party-Co-operative Party erstmals als Abgeordneter in das House of Commons gewählt und vertrat in diesem bis zu seiner Wahlniederlage bei den Unterhauswahlen am 8. Oktober 1959 vierzehn Jahre lang den Wahlkreis Uxbridge. Während dieser Zeit gehörte er im Juni und Juli 1946 zu den britischen Beobachtern bei den Operation Crossroads, den ersten Kernwaffentests der US-Streitkräfte im Bikini-Atoll.
Nach der Wahlniederlage der Labour Party bei den Unterhauswahlen vom 25. Oktober 1951 wurde Beswick, der bis dahin als Parlamentarischer Privatsekretär beim Minister für Zivilluftfahrt und zuletzt zwischen 1950 und 1951 als Parlamentarischer Sekretär im Ministerium für Transport und Zivilluftfahrt (Ministry of Transport and Civil Aviation) während der Regierung von Premierminister Clement Attlee fungierte, Korrespondent für zivile Luftfahrt bei der Sonntagszeitung Reynold’s News and Sunday Citizen sowie Vorsitzender des Unterausschusses der Labour Party für Zivilluftfahrt. Nach seiner eigenen Wahlniederlage und dem damit verbundenen Ausscheiden aus dem Unterhaus im Oktober 1959 wurde er Politischer Sekretär der Londoner Konsumgenossenschaft (London Co-operative Society).

### Oberhausmitglied, Juniorminister und Vorstandsvorsitzender von British Aerospace
Nach dem Wahlsieg der Labour Party bei den Unterhauswahlen vom 15. Oktober 1964 wurde Beswick auf Vorschlag des neuen Premierminister Harold Wilson durch ein Letters Patent vom 18. Dezember 1964 aufgrund des Life Peerages Act 1958 als Life Peer mit dem Titel Baron Beswick, of Hucknall in the County of Nottinghamshire, in den Adelsstand erhoben und gehörte damit bis zu seinem Tod dem House of Lords als Mitglied an.
In der Folgezeit war Baron Beswick während der ersten Regierung Wilson vom 11. Oktober 1965 bis zum 11. April 1966 zunächst gemeinsam mit Stephen Taylor, Baron Taylor sowie danach bis zum 1. August 1966 Parlamentarischer Unterstaatssekretär für die Kolonien und Parlamentarischer Unterstaatssekretär für Beziehungen zum Commonwealth of Nations, ehe er anschließend von August 1966 bis zu seiner Ablösung durch William Whitlock im Juli 1967 nach Fusion dieser beiden Aufgaben Unterstaatssekretär für Angelegenheiten des Commonwealth of Nations wurde.
Am 29. Juli 1967 wurde er Nachfolger von Malcolm Shepherd, 2. Baron Shepherd als Parlamentarischer Hauptgeschäftsführer der regierenden Labour-Fraktion im Oberhaus (Government Chief Whip) und bekleidete in dieser Funktion bis zur Wahlniederlage seiner Partei bei den Unterhauswahlen am 18. Juni 1970 und der damit verbundenen Ablösung durch Michael Hicks Beach, 2. Earl St. Aldwyn den Titel des Captain of the Honourable Corps of Gentlemen at Arms. Während dieser Zeit wurde er 1968 auch Privy Councillor.
Anschließend blieb er Chief Whip der Opposition im Oberhaus, ehe er von Premierminister Harold Wilson nach dem Sieg bei den Unterhauswahlen am 28. Februar 1974 Staatsminister für Industrie sowie stellvertretender Führer des Oberhauses ernannt wurde und diese Funktionen bis 1975 innehatte. Als Staatsminister für Industrie gehörte er am 30. Mai 1975 zu den Unterzeichnern des Übereinkommens zur Gründung der Europäischen Weltraumorganisation mit Sitz in Paris.
Baron Beswick wurde am 22. März 1977 erster Vorstandsvorsitzender des aufgrund des Aircraft and Shipbuildings Industries Act 1977 durch die Fusion von British Aircraft Corporation, Hawker Siddeley Aviation, Hawker Siddeley Dynamics und Scottish Aviation neu entstandenen Unternehmens British Aerospace und bekleidete diese Funktion bis zu seiner Ablösung durch Austin Pearce am 22. März 1980. Dabei erhielt Pearce den Vorzug vor George Rowland Jefferson, dem späteren ersten Vorstandsvorsitzenden von British Telecommunications.
Baron Beswick eröffnete als Redner 1985 die erste Debatte des House of Lords, die im Fernsehen übertragen wurde. Nach seinem Tod wurde er auf dem Putney Vale Cemetery im London Borough of Wandsworth beigesetzt.

## Veröffentlichungen
- Heads Together: A Discussion of the Worker’s Place in Industry, 1949
- German Re-armament: for and Against, Mitautor Kenneth Gilmour Younger, 1954
- Steel closure review, 1975
- The Role of British Aerospace in the British Economy, Queen’s University Belfast, 1979, ISBN 9780853891734